# Bruno Rajaozara
Bruno Rajaozara (sinh ngày ngày 8 tháng 5 năm 1981) là một cầu thủ bóng đá người Madagascar hiện tại thi đấu cho AS Adema.